# 30P/Reinmuth
30P/Reinmuth (även Reinmuth 1) är en periodisk komet i solsystemet, som först upptäcktes av Karl Wilhelm Reinmuth (Landessternwarte Heidelberg-Königstuhl i Tyskland) den 22 februari 1928.
Den första beräkningen av omloppsbanan antydde en period på 25 år, men detta reviderades ned till 7 år och det spekulerades i huruvida det var samma komet som 69P/Taylor. Ytterligare beräkningar av George Van Biesbroeck konkluderade att de var olika kometer.
Observationen vid närmandet år 1935 var inte fördelaktig. År 1937 passerade kometen nära Jupiter vilket ökade periheliumavståndet och omloppstiden.
Kometkärnan uppskattas vara 7,8 kilometer i diameter.